# 카초카발로
카초카발로(이탈리아어: Caciocavallo)는 양젖이나 우유로 만드는 이탈리아의 치즈로 남부 지방에서 생산된다. 눈물 방울 같은 모양을 갖고 있으며 오래 발효된 플로볼로네 치즈와 맛이 비슷하다. 이탈리아 내에서도 그 종류가 매우 다양하다.

## 역사
히포크라테스는 기원전 500년 경 카초카발로에 대해 그리스인의 (치즈 만드는) 지혜로 가리킨 바 있다. 여러 종류의 치즈가 이 이름과 동일하게 명명되기도 했다.
시칠리아에서는 카초카발로 라구사노라 불리기도 하였으나 원산지 명칭 보호를 위하여 카초카발로로서의 자격은 버려야 했다.